# Matorraltapakul
Matorraltapakul (Scytalopus griseicollis) är en fågel i familjen tapakuler inom ordningen tättingar.

## Utseende och läte
Matorraltapakulen är en liten och enfärgat grå fågel, liksom flera andra tapakuler i släktet Scytalopus. Denna art har dock något ljusare buk och rätt bjärt gulbrunt på flankerna utan tvärband. Lätet består av en snabb, grodliknande drill.

## Utbredning och systematik
Matorraltapakul förekommer i östra Anderna i Colombia och delas in i två underarter med följande utbredning:
- S. g. infasciatus – Páramo de Beltrán
- S. g. griseicollis – Cundinamarca och Boyacá

## Levnadssätt
Matorraltapakulen hittas i bergsbelägna skogar och buskmarker på mellan 2000 och 3300 meters höjd. Där håller den sig på eller nära marken, kilande omkring som en mus.

## Status och hot
Arten har ett stort utbredningsområde, men tros minska i antal, dock inte tillräckligt kraftigt för att den ska betraktas som hotad. Internationella naturvårdsunionen IUCN listar arten som livskraftig (LC).

## Namn
Fågelns svenska artnamn syftar på matorral, mycket torra buskmarker som finns i Latinamerika där arten förekommer, men även i Medelhavsområdet.